# Nicolas de Condorcet
Marie Jean Antoine Nicolas de Caritat, marchiz de Condorcet, (n. 17 septembrie 1743, Ribemont, Hauts-de-France, Franța – d. 28 martie 1794, Bourg-l’Égalité, Seine, Franța), a fost un filosof, pedagog, matematician, politolog, economist și om politic francez.

## Originile lui Nicolas de Condorcet
Marie Jean Antoine Nicolas de Caritat, marchiz de Condorcet este unul dintre descendenții familiei Caritat. Familia Caritat era originară din localitatea Condorcet din Dauphiné

## Tinerețea lui Nicolas de Condorcet
Marie Jean Antoine Nicolas de Caritat, marchiz de Condorcet s-a născut la 17 septembrie 1743, la Ribemont, în Picardie. Tatăl său a murit pe când era foarte tânăr. Mama sa, o femeie foarte credincioasă, l-a încredințat, pentru a fi educat, colegiului iezuit din Reims, apoi colegiului de Navara, de la Paris. 
Condorcet s-a distins repede prin capacitățile sale intelectuale. Primele sale distincții publice pe care le-a primit au fost la matematici. La vârsta de 16 ani, capacitățile sale de analiză au fost remarcate de D'Alembert și Clairaut, și, în curând, a devenit elev al lui D'Alembert.
În anul 1786, Nicolas de Condorcet a luat-o în căsătorie pe Sophie de Grouchy, sora viitorului mareșal de Grouchy, el însuși cumnat al lui de Cabanis.

## Matematician
Din 1765 până în 1774, Nicolas de Condorcet s-a concentrat îndeosebi în domeniul științelor. În anul 1756, el și-a publicat prima lucrare de matematică, întitulată Essai sur le calcul intégral, care a fost primită foarte favorabil, lansându-și cariera sa de matematician de renume. Acest eseu va fi doar începutul unei lungi serii de lucrări în domeniul matematicilor.
În acest sens, Condorcet a devenit celebru prin modul cum a aplicat în astronomie rezultatele analizei matematice.
De asemenea, Condorcet a studiat teoria probabilităților, ai cărei descoperitori au fost Pascal și Fermat.
A făcut cercetări pentru aplicarea practică a teoriei probabilităților la loterie și alte jocuri de hazard, precum și în probleme sociale, dezvoltate ulterior de Laplace.
La 25 februarie 1769, Nicolas de Condorcet a fost ales membru al Academiei Regale de Științe.

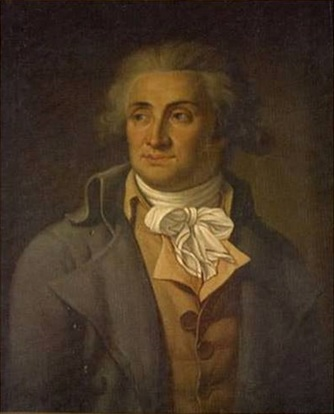
Marchiz de Condorcet

În anul 1772, a publicat din nou lucrări despre calculul integral, care au fost în mod unanim apreciate și considerate ca revoluționare în numeroase domenii. Puțin timp după aceea, s-a întâlnit și a legat o strânsă prietenie cu economistul Turgot, cel care va deveni administrator sub Ludovic al XV-lea (1772), apoi controlor general, sub Ludovic al XVI-lea (1774).

## Om politic

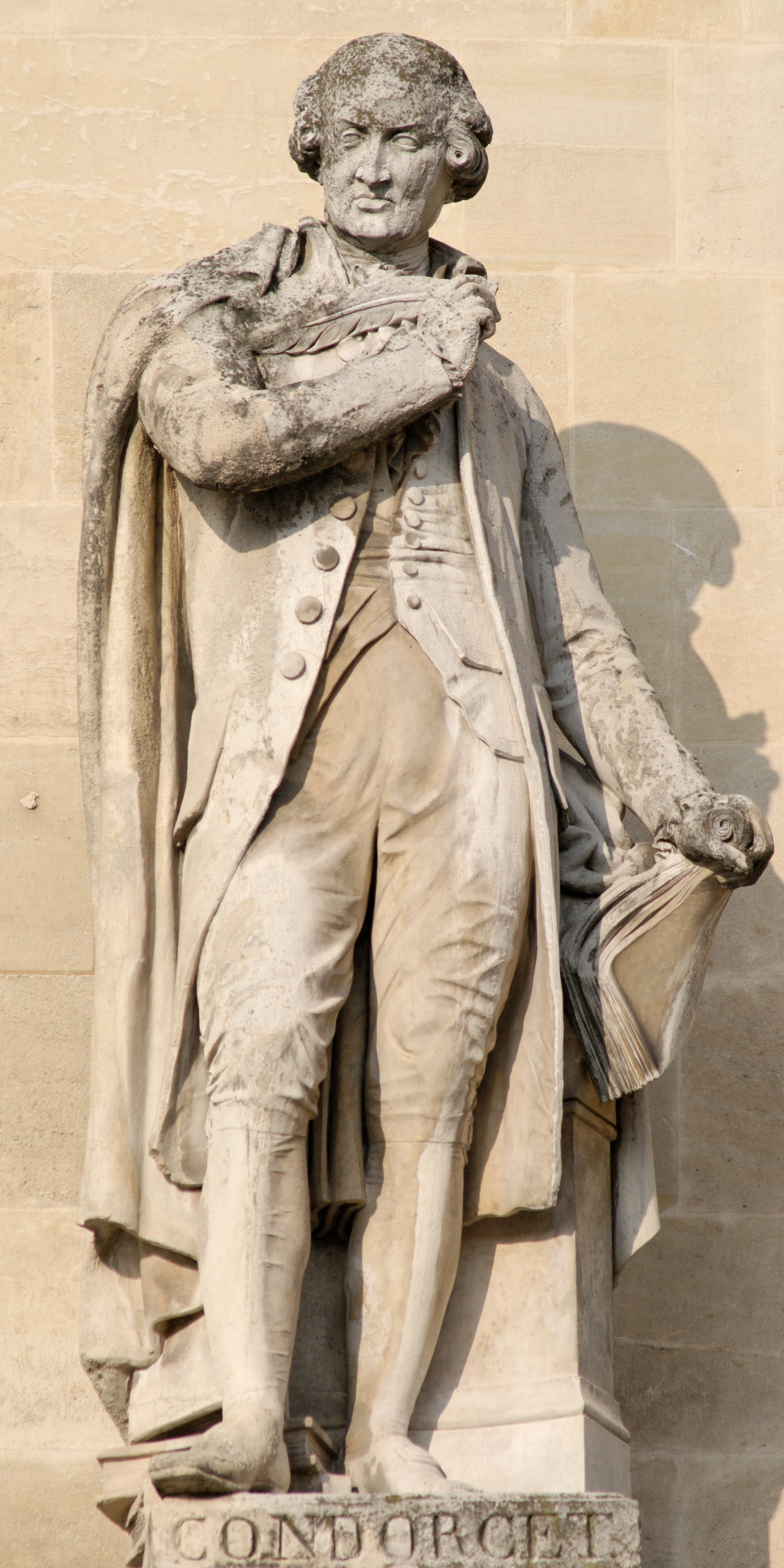
Statuia Marchizului de Condorcet de Pierre Loison, pe la anul 1853, Palatul Luvru

În 1774 Nicolas de Condorcet a fost numit inspector general al Monedei de către Turgot. De atunci, Condorcet și-a deplasat interesul de la matematici spre filosofie și spre politică. În anii care au urmat, el a luat apărarea drepturilor omului, îndeosebi apărarea drepturilor femeilor, evreilor și negrilor. A susținut ideile novatoare foarte recente, pe atunci, din Statele Unite. A propus în Franța reforme politice, administrative și economice.
În 1776, a fost demis din postul de controlor general. Condorcet a hotărât atunci să demisioneze din postul său de inspector general al Monedei, însă demisia sa nu a fost acceptată, el rămânând în acet post până în 1791. Mai târziu, în 1786, Condorcet va scrie La Vie de M. Turgot.
Condorcet va îndeplini și alte funcții prestigioase: în 1777, el a fost numit secretar al Academiei de Științe, iar în anul 1782, secretar al Academiei Franceze.
Începând cu anul 1791, Condorcet este fidel monarhiei, dar, un an mai târziu, după căderea lui Ludovic al XVI-lea devine adeptul republicii.

## Teoretician al sistemelor de vot

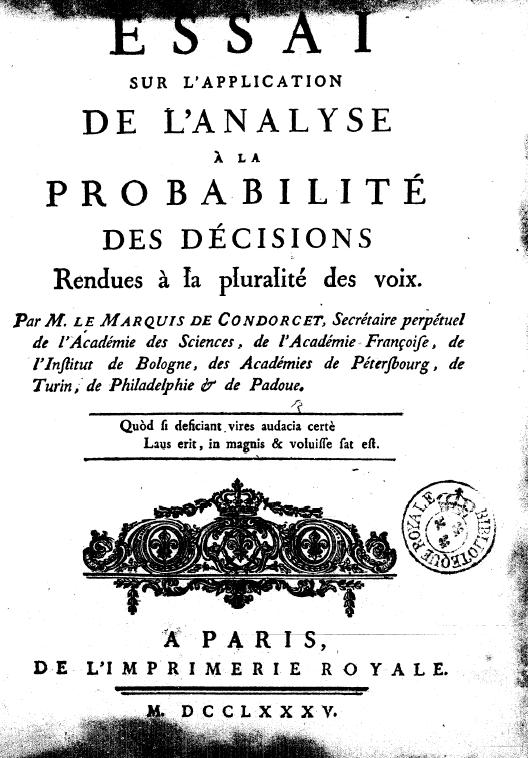
Pagină de titlu a lucrării Essai sur l’application de l’analyse à la probabilité des décisions rendues à la pluralité des voix

În numeroase opere, (Essai sur l’application de l’analyse à la probabilité des décisions rendues à la pluralité des voix - Essai sur la constitution et les fonctions des assemblées provinciales - Sur les élections), Condorcet se interesează de reprezentativitatea sistemelor de vot. El demonstrează că votul pluralist poate foarte bine să nu reprezinte dorințele alegătorilor îndată ce primul candidat nu primește mai mult de jumătate din numărul voturilor.
El propune propriul său sistem de vot, metoda Condorcet, chiar admițând că este puțin realizabilă la scară mare, și schimbă o corespondență foarte bogată cu Jean-Charles de Borda, conceptorul unui alt sistem, cunoscut sub numele de metoda Borda.
Nicolas de Condorcet pune în evidență un neajuns în propriul său sistem de vot - paradoxul lui Condorcet - care dovedește imposibilitatea, în sistemul său, de a degaja cu certitudine o voință generală pornind de la suma voințelor individuale. Kenneth Arrow va dovedi, drept urmare, că această imposibilitate este inerentă oricărui sistem de vot: Teorema imposibilității lui Arrow.

## Alte lucrări
În 1786, Marchizul de Condorcet a lucrat din nou în domeniul matematicilor (calcul integral și ecuații diferențiale), arătând un nou mod de tratarea calculelor infinitezimale. Aceste lucrări nu au fost, însă, niciodată publicate. În 1789, a publicat Viața lui Voltaire, în care s-a dovedit tot atât de opus bisericii ca și Voltaire. A publicat douăzeci și patru de articole despre analiza matematică, în Suplimentul Enciclopediei lui Diderot și D'Alembert.

## Revoluția Franceză
În 1789, când Revoluția a izbucnit în Franța, Condorcet a avut un rol major, el, mare apărător al numeroaselor cauze liberale, care spera reconstruirea raționalistă a societății. După căderea Bastiliei (14 iulie 1789), Condorcet a fost ales în Consiliul municipal al Parisului, iar în 1791, a fost ales reprezentant al Parisului în sânul Adunării Legislative, după ce a cerut stabilirea Republicii, devenind chiar secretarul Adunării. Este cu Brissotinii. Adunarea a adoptat, pentru sistemul educativ al națiunii, structura pe care o propunea Condorcet: a introdus noțiunea fundamentală de laicitate a învățământului. A propus chiar și o schiță de constituție, pentru noua Franță. În afară de aceasta, Condorcet a luat partea activă a cauzei femeilor, pronunțându-se pentru dreptul de vot al femeilor, într-un articol publicat în Journal de la Société, în anul 1789, și publicând, în 1790, articolul De l’admission des femmes au droit de cité.
Curând însă, Condorcet s-a găsit într-o postură proastă. Două curente de gândire se confruntau, privitor la modul de reformare a statului francez: Girondinii și Iacobinii, aceștia din urmă fiind conduși de Maximilien de Robespierre. Condorcet, care făcea parte din Girondini, a votat contra executării lui Ludovic al XVI-lea, dar nu a fost nici un partizan al clemenței, cerând condamnarea fostului monarh la galeră, pe viață, idee, pe care, de altfel, doar el o susținea.
Girondinii au pierdut controlul Adunării, în favoarea Iacobinilor, în 1793. În anul 1793, face parte din Convenția Națională, de unde Girondinii sunt curând proscriși, prin contribuția decisivă a lui Marat. 
Iacobinul Marie-Jean Hérault de Séchelles a propus atunci o nouă constituție, foarte diferită de cea elaborată de Condorcet. Dar Condorcet a criticat-o, ceea ce a dus la condamnarea sa pentru trădare. La 3 octombrie 1793, un mandat de arestare a fost eliberat contra lui.

## Fuga

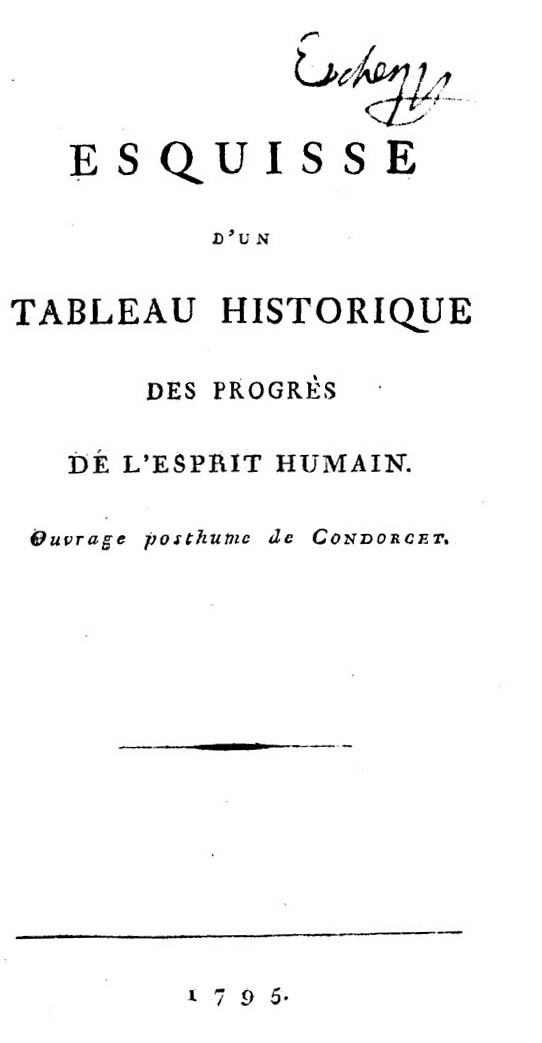
Esquisse d'un tableau historique des progres de l'esprit humain, 1795

Mandatul de arestare emis contra sa l-a forțat pe Condorcet să se ascundă. Și-a găsit refugiu, timp de cinci luni, la locuința Doamnei Vernet, situată pe strada Servandoni, de la Paris. A profitat de răgazul oferit de refugiu pentru a scrie una din lucrările sale cele mai apreciate de posteritate: Esquisse d’un tableau historique des progrès de l’esprit humain, care a fost publicat postum, în 1795.

## Sfârșitul vieții
La 25 martie 1794, și-a părăsit ascunzătoarea, convins fiind că aici nu mai este în siguranță și a încercat să părăsească, pe ascuns Parisul. A fost arestat la Clamart, două zile mai târziu, și dus în închisoare la Bourg-Égalité (Bourg-la-Reine). Două zile mai târziu, a fost găsit mort, în celula sa. Circumstanțele morții sale au rămas enigmatice (sinucidere, crimă, boală).

## Transfer la Panteonul din Paris

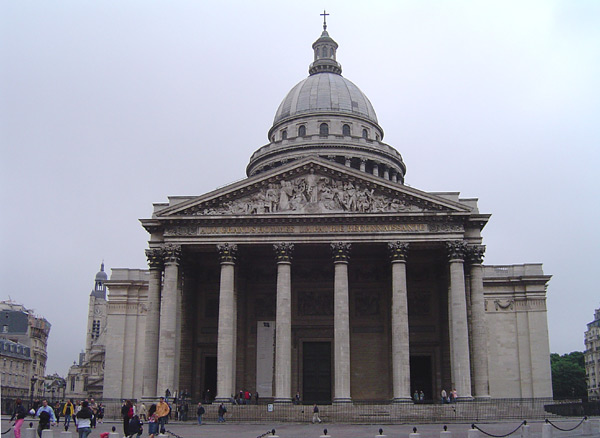
În mod simbolic, Condorcet a fost înmormântat în Panteon, la 12 decembrie 1989 (fotografie din 1989).

Cu prilejul sărbătorilor bicentenarului Revoluției Franceze, în prezența lui François Mitterrand, președintele Republicii Franceze, rămășițele pământești ale lui Marie Jean Antoine Nicolas de Caritat, marchiz de Condorcet au fost transferate, în mod simbolic, la Panteonul din Paris, odată cu cele ale abatelui Grégoire și cele ale lui Gaspard Monge, la 12 decembrie 1989. În fapt, sicriul care ar fi trebuit să conțină rămășițele pământești ale lui Condorcet era gol: înhumat în groapa comună a vechiului cimitir din Bourg-la-Reine, dezafectat în secolul al XIX-lea, rămășițele sale nu au fost niciodată găsite.

## Scrieri
- 1765 : Du calcul intégral[37].
- 1767 : Du problème des trois corps[38].
- 1768 : Essais d’analyse.
- 1773 : Éloges des académiciens de l’Académie royale des sciences, morts depuis l’an 1666 jusqu’en 1699.
- 1774 : Lettres d’un théologien à l’auteur du Dictionnaire des trois siècles.
- 1775 : [Mai jos, mai multe broșuri privitoare la reformele economice ale lui de Turgot]
- 1775 : Lettre d’un laboureur de Picardie à M. N. (Necker) auteur prohibitif à Paris.
- 1775 : Réflexions sur les corvées. Monopole et monopoleur.
- 1775 : Rapport sur un projet de réformateur du cadastre.
- 1775 : Réflexions sur la jurisprudence universelle.
- 1776 : [Mai jos, în timpul îndeplinirii funcției de secretar al Academiei de Științe, Condorcet a redactat numeroase Elogii ale savanților francezi și străini]
- 1776 : Réflexions sur le commerce des blés.
- 1776 : Pensées de Pascal, édition corrigée et augmentée.
- 1776 : Éloge de Pascal.
- 1776-1777 : redactarea a 22 de articole despre analiza matematică, în cadrul cadrul Suplimentului Enciclopediei[39]
- 1777 : Éloge de Michel de l’Hôpital.
- 1778 : Sur quelques séries infinies.
- 1778 : Nouvelles Expériences sur la résistance des fluides (en collaboration avec D’Alembert et Bossuet).
- 1780 : Essai sur la théorie des comètes.
- 1781 : Réflexions sur l’esclavage des nègres.
- 1781-1784 : Mémoire sur le calcul des probabilités, in Mémoires de l’Académie royale des sciences. 
  - Tome Ier. Réflexions sur la règle générale qui prescrit de prendre pour valeur d’un événement incertain la probabilité de cet événement multipliée par la valeur de cet événement en lui-même (1781) ;
  - Tome II. Application de l’analyse à cette question: déterminer la probabilité qu’un arrangement régulier est l’effet d’une intention de le produire ;
  - Tome III. Sur l’évaluation des droits éventuels (1782) ;
  - Tome IV. Réflexions sur la méthode de déterminer la probabilité des événements futurs d’après l’observation des événements passés (1783) ;
  - Tome V. Sur la probabilité des faits extraordinaires. Application de l’article précédent à quelques questions de critique (1784).
- 1782 : Discours de réception à l’Académie française.
- 1782 : Lettre sur Swedenborg.
- 1783 : Dialogue entre Aristippe et Diogène.
- 1783-1788 : Essai pour connaître la population du royaume.
- 1784-1789 : Colaborare, cu d’Alembert, Bossut, Joseph Jérôme Lefrançois de Lalande (1732-1807), etc., la partea Mathématiques a Enciclopediei metodice [40].
- 1785 : Essai sur l’application de l’analyse à la probabilité des décisions rendues à la pluralité des voix.
- 1785-1789 :
  - Œuvres complètes de Voltaire, éditées par Condorcet, Beaumarchais[41], etc. (édition de Kehl).
  - Vie de Voltaire.
- 1786 : Vie de Turgot.
- 1786 : De l’influence de la révolution d’Amérique sur l’Europe[42].
- 1786 : Traité de calcul intégral (inachevé)[43].
- 1788 : Lettres d’un bourgeois de New Haven à un citoyen de Virginie, sur l’inutilité de partager le pouvoir législatif entre plusieurs corps.
- 1788 : Lettres d’un citoyen des États-Unis à un Français, sur les affaires présentes de la France.
- 1788 : Essai sur la constitution et les fonctions des assemblées provinciales.
- 1789 : Réflexions sur les pouvoirs et instructions à donner par les provinces à leurs députés aux États généraux. Sur la forme des élections.
- 1789 : Réflexions sur ce qui a été fait et sur ce qui reste à faire.
- 1789 : Au corps électoral sur Esclavage des Noirs.
- 1789 : Déclaration des droits.
- 1789 : Éloge de M. Turgot.
- 1790 : Dissertation philosophique et politique sur cette question : s’il est utile aux hommes d’être trompés?
- 1790 : Opinion sur les émigrants.
- 1790 : Sur le mot « pamphlétaire ».
- 1790 : Le Véritable et le Faux Ami du peuple[44].
- 1790 : Sur l’admission des femmes au droit de cité.
- 1791 : De la République, ou Un roi est-il nécessaire à la conservation de la liberté ?
- 1791 : Discours sur les conventions nationales.
- 1791 : Discours du 25 octobre Sur les émigrants à l’Assemblée législative
- 1792 : Cinq Mémoires sur l’instruction publique (1791-1792).
- 1792 : Discours sur les finances.
- 1792 : Sur la liberté de la circulation des subsistances.
- 1792 : La République française aux hommes libres.
- 1792 : Ce que c’est qu’un cultivateur ou un artisan français.
- 1792 : Sur la nécessité de l’union entre les citoyens.
- 1792 : De la nature des pouvoirs politiques dans une nation libre[45].
- 1793 : Sur la nécessité d’établir en France une constitution nouvelle.
- 1793 : Ce que les citoyens ont droit d’attendre de leurs représentants[46].
- 1793 : Que toutes les classes de la société n’ont qu’un même intérêt.
- 1793 : Sur le sens du mot Révolutionnaire.
- 1793 : Tableau général de la science qui a pour objet l’application du calcul aux sciences politiques et morales.
- 1793 : Esquisse d’un tableau historique des progrès de l’esprit humain[33].